# Recruitment Process Outsourcing
Das Recruitment Process Outsourcing (häufig auch RPO) ist dem Business Process Outsourcing unterzuordnen. Dabei wird der Prozess der Personalbeschaffung vollständig an einen externen Dienstleister ausgelagert. Der Unterschied zu klassischen Personaldienstleistern liegt in der Form der Zusammenarbeit. Beim RPO geht es nicht um die kurzfristige Besetzung einer offenen Stelle, sondern um den strategischen Aufbau, das Betreiben und das Optimieren der Personalarbeit beim Kundenunternehmen. Damit ist das Recruitment Process Outsourcing auf eine langfristige Zusammenarbeit ausgelegt. In der Regel tritt der RPO-Dienstleister nach außen unter dem Namen des Kundenunternehmens auf. Für Bewerber ist so nicht ersichtlich, ob der Recruiting-Prozess vom Unternehmen selbst oder einem Dienstleister durchgeführt wird. Werden anstelle des gesamten Prozesses ausschließlich Einzelaufgaben ausgelagert, spricht man von Outtasking.

## Marktsituation
Das Recruitment Process Outsourcing ist insbesondere im englischsprachigen Raum, vorwiegend den USA sowie in Indien, etabliert. Der weltweite Umsatz mit RPO betrug im Jahr 2014 rund 3,5 Milliarden US-Dollar. In Deutschland ist die Auslagerung des gesamten Recruiting-Prozesses mit einem Anteil von 2 % der Unternehmen vergleichsweise gering, nimmt jedoch zu.